# Antoine Barbier
Pour les articles homonymes, voir Barbier.

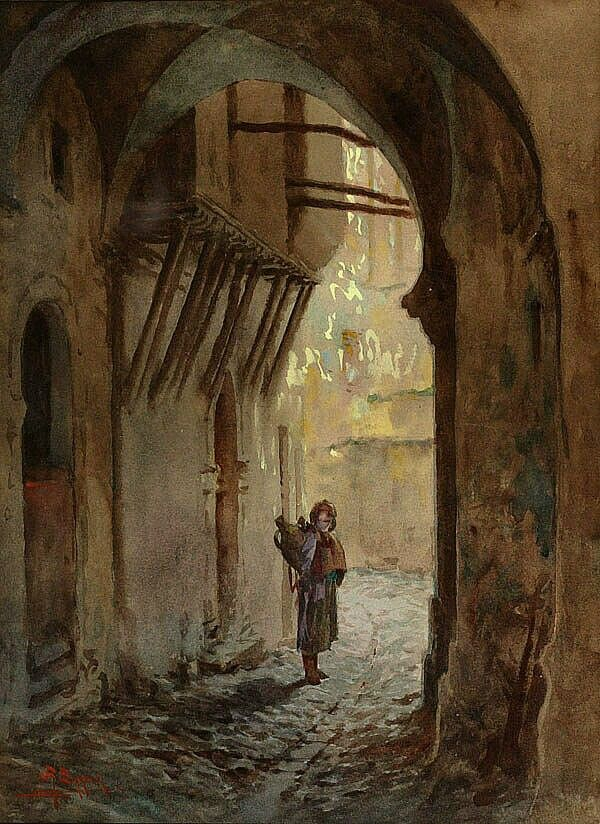
Ruelle de la vieille ville d'Alger par Antoine Barbier.

Antoine Barbier, né le 10 mai 1859 à Saint-Symphorien-de-Lay et mort le 8 février 1948 à Lyon, est un peintre aquarelliste et orientaliste français.

## Biographie

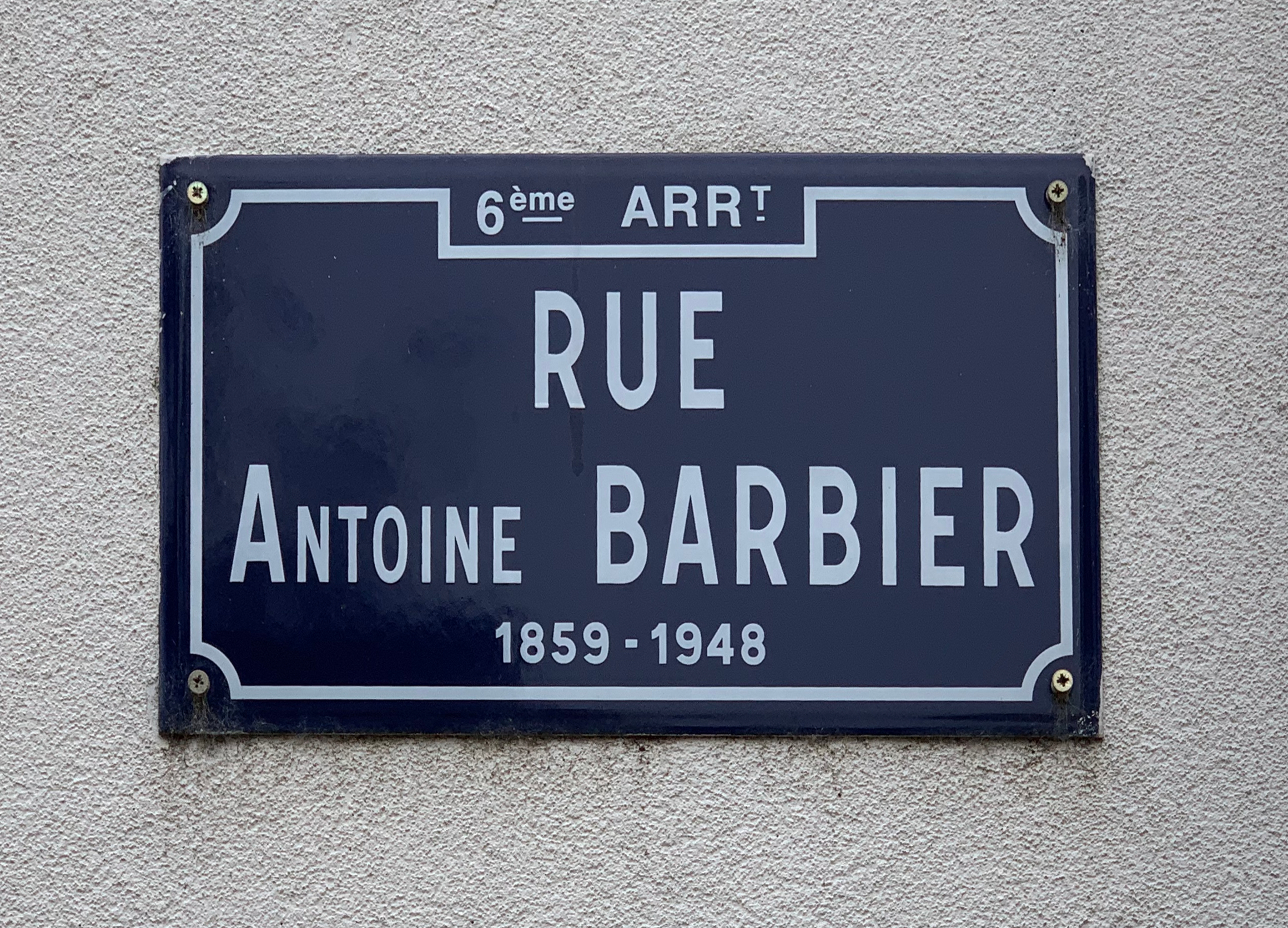
Plaque de la rue Antoine Barbier (Lyon).

Il obtient en 1925 une médaille d'argent au Salon des artistes français dont il est sociétaire et est ensuite mis en Hors-Concours. Grand Prix de la Société lyonnaise des beaux-arts et médaille d'honneur, il devient président de la section lyonnaise de la Société amicale des peintres et sculpteurs français. 
Membre de l'Académie des sciences, belles-lettres et arts de Lyon, il a exposé, entre autres, au Salon d'hiver, au Salon des paysagistes français, à Lyon, Alger, Genève, Saint-Etienne etc. 
Ses œuvres sont conservées au Musée Carnavalet, à Lyon, Berne, Bruxelles, Oxford, Alger, Le Caire, etc. 
Il a par ailleurs décoré la chambre de commerce de Roanne.
Il y a une rue Antoine Barbier à Lyon.